# Aaron Kostner
Aaron Kostner (* 8. Juli 1999 in Sterzing) ist ein italienischer Nordischer Kombinierer.

## Werdegang
Kostner, der für die GS Fiamme Oro startet, gab sein internationales Debüt im Rahmen des Alpencups im September 2013 in Oberwiesenthal. Bei den Nordischen Skispielen der OPA 2014 im französischen Gérardmer belegte er beim Gundersen-Wettkampf der Schüler von der Mittelschanze und über 4 km den zweiten Platz. 2015 nahm Kostner am Europäischen Olympischen Winter-Jugendfestival 2015 in Tschagguns/Partenen teil, wo er sowohl im Einzel über 10 km als Fünfter als auch im Sprint als Vierter knapp die Medaillen verpasste. Wenige Tage später trat Kostner erstmals bei Nordischen Junioren-Skiweltmeisterschaften an, konnte allerdings wie in den darauffolgenden Jahren keine Medaillen holen. Zwei Jahre nach dem Gewinn der Silbermedaille im Schülerwettkampf, wurde Kostner im Juniorenwettbewerb der Nordischen Skispiele der OPA 2016 in Tarvisio und Villach erneut Zweiter, diesmal hinter dem Deutschen Tim Kopp. Wenige Wochen später wurde er Neunter bei den Olympischen Jugend-Winterspielen in Lillehammer.
Am 12. Februar 2017 feierte Kostner im österreichischen Eisenerz sein Continental-Cup-Debüt und wurde auf Anhieb Sechzehnter. Nach zwei weiteren Platzierungen in den Punkterängen beendete Kostner seine Saison im Alpencup, wo er bei der abschließenden Station in Chaux-Neuve sogar gewinnen konnte und damit die Gesamtwertung für sich entschied. Im Winter 2017 wurde Kostner erstmals in den Weltcup berufen, wo er in Ramsau allerdings zunächst die Punkteränge verpasste. Beim Heimweltcup in Val die Fiemme konnte Kostner zwar erneut nicht unter die Besten 30 laufen, doch wurde er trotzdem für den Teamsprint nominiert, den er gemeinsam mit Armin Bauer auf dem 15. Platz abschloss. Eine Woche später war er Teil der italienischen Staffel beim Teamwettbewerb in Chaux-Neuve, bei dem er zusammen mit Armin Bauer, Raffaele Buzzi und Alessandro Pittin Sechster wurde. Kostner war Teilnehmer an den Olympischen Winterspielen 2018. In Pyeongchang wurde er sowohl im Einzel von der Normalschanze als auch von der Großschanze eingesetzt, allerdings platzierte er sich nur auf den hinteren Rängen.
Im September 2018 holte Kostner in Planica mit zwei Platzierungen auf Rang 23 seine ersten Punkte im Grand Prix. Diese Leistung konnte er im Winter betätigen, als er sich zu Beginn der Continental-Cup-Saison mehrmals unter den Besten zehn wiederfand. Schließlich erreichte Kostner erstmals die Punkteränge im Weltcup, als er im finnischen Lahti beim Gundersen-Wettkampf auf Platz 22 lief. Bei den Nordischen Skiweltmeisterschaften 2019 in Seefeld zeigte Kostner sein Potential, als er im Einzel von der Bergiselschanze und über 10 km den dreizehnten Platz belegte. Daraufhin wurde Kostner für den Teamsprint nominiert, den er gemeinsam mit Alessandro Pittin als Fünfter beendete. Beim Gundersen-Wettkampf von der Normalschanze belegte er Rang 24, wohingegen er zwei Tage später mit seinen Teamkollegen Raffaele Buzzi, Samuel Costa und Alessandro Pittin Siebter wurde. In dieser Form konnte sich Kostner auch beim abschließenden Weltcup-Wochenende in Schonach präsentieren, wo er mit dem zwölften Platz sein bestes Saisonresultat erzielte. Als fester Bestandteil des italienischen Weltcup-Teams startete Kostner in den Winter 2019/20. Mit guten Ergebnissen in den Top 20 in Ruka schien sich Kostner in den Punkterängen im Weltcup zu etablieren, jedoch stürzte der Italiener bei einem Trainingssprung Mitte Dezember in der Ramsau. Nach einer MRT-Untersuchung wurde unter anderem ein Innenband- und Meniskusriss diagnostiziert, der eine Operation notwendig machte und das Saisonaus bedeutete. Während Kostner nur wenige Monate nach dem Eingriff wieder mit dem Skiroller-Training beginnen konnte, kehrte er Mitte Oktober 2020 auf die Skisprungschanze zurück.

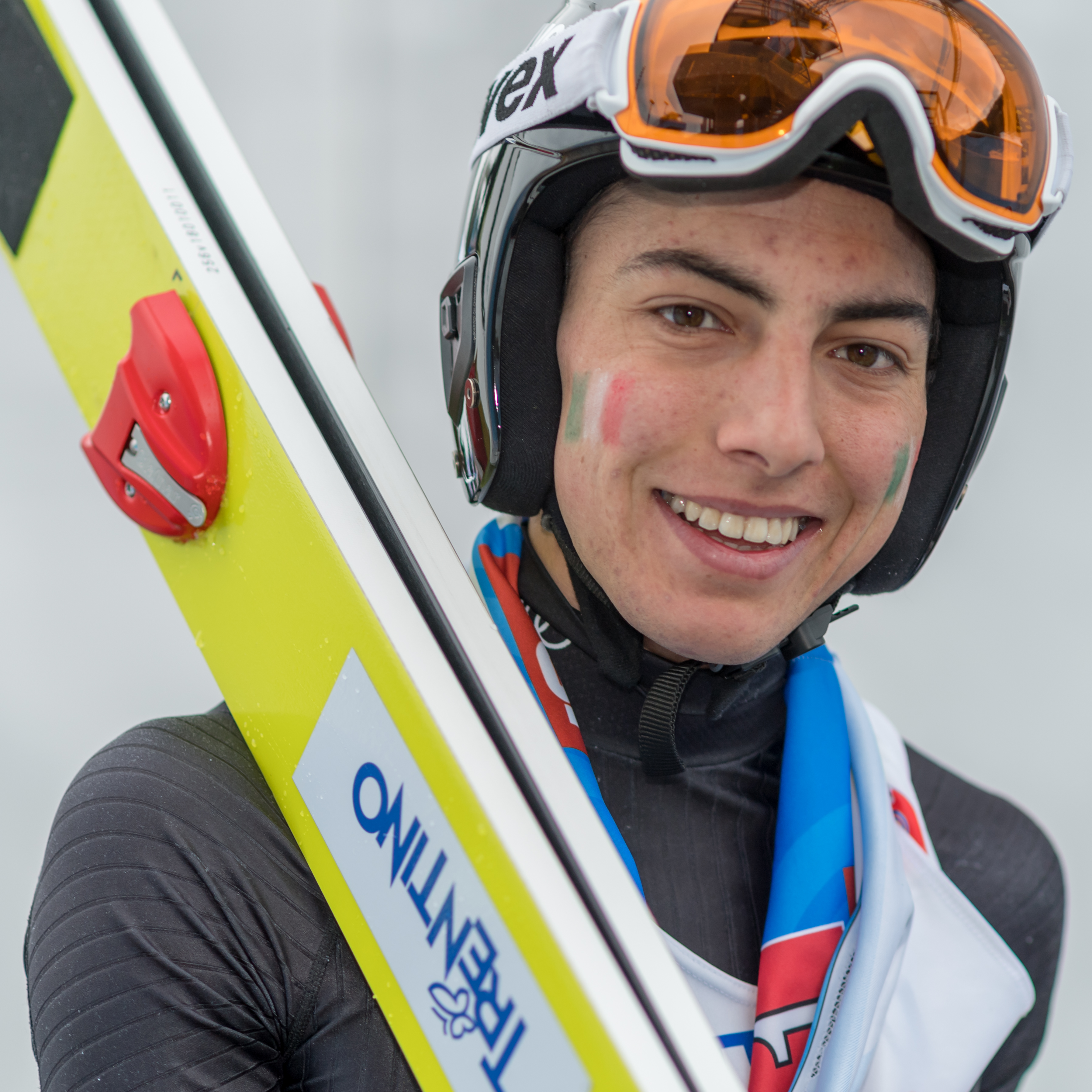
Kostner bei der WM 2019 in Seefeld

Beim Auftakt in die Weltcup-Saison 2020/21 in Ruka absolvierte Kostner seine ersten internationalen Wettkämpfe seit seiner Verletzung. Dabei knüpfte er an seine Vorjahresleistungen an und belegte am ersten Wettkampftag im Gundersen Einzel über die Sprintdistanz von fünf Kilometer Rang 19. In den darauffolgenden Wochen verpasste er die Punkteränge und konnte sich teilweise nicht für die Wettbewerbe qualifizieren. Seine ersten Punktgewinne seit dem Auftaktwochenende erzielte er Anfang Februar in Klingenthal. Bei den Nordischen Skiweltmeisterschaften 2021 in Oberstdorf lief Kostner im Gundersen Einzel von der Normalschanze auf den 15. Platz, was seine beste Saisonleistung darstellte. Zwei Tage später wurde er zudem gemeinsam mit Raffaele Buzzi, Samuel Costa und Alessandro Pittin Siebter im Team. Nachdem im Laufe der Weltmeisterschaften vier Mitglieder der italienischen Delegation positiv auf SARS-CoV-2 getestet wurden, zog der italienische Skiverband alle Athleten zurück. Daher nahm auch Kostner weder am Gundersen-Wettbewerb von der Großschanze noch am Teamsprint teil. Die Saison schloss er mit 41 Punkten auf dem 36. Platz der Weltcupgesamtwertung ab.
Bei den Nordischen Skiweltmeisterschaften 2025 in Trondheim wurde Kostner Achter im Mixed-Team sowie Sechster in der Staffel. Im Compact-Rennen von der Normalschanze belegte er den 18. Platz, im Wettbewerb von der Großschanze nach der Gundersen-Methode lief er auf Rang 15.

## Erfolge

### Junioren-Weltmeisterschaften
- 2015 in Almaty: 27. Einzel, 32. Sprint
- 2016 in Râșnov: 9. Sprint, 9. Team, 21. Einzel
- 2017 in Park City: 9. Team, 12. Sprint, 14. Einzel
- 2018 in Kandersteg: 9. Sprint, 9. Team, 11. Einzel
- 2019 in Lahti: 4. Einzel, 6. Sprint, 8. Team

### Alpencup-Siege im Einzel
| Nr. | Datum         | Ort         | Disziplin           |
| --- | ------------- | ----------- | ------------------- |
| 1.  | 12. März 2017 | Chaux-Neuve | Sprint (HS118/5 km) |

## Statistik

### Platzierungen bei Olympischen Winterspielen
| Jahr und Ort     | Wettbewerb   | Wettbewerb   | Wettbewerb |
| Jahr und Ort     | Gundersen NS | Gundersen GS | Team       |
| ---------------- | ------------ | ------------ | ---------- |
| 2018 Pyeongchang | 37.          | 44.          | 08.        |

### Platzierungen bei Weltmeisterschaften
| Jahr und Ort    | Wettbewerb | Wettbewerb   | Wettbewerb | Wettbewerb | Wettbewerb |
| Jahr und Ort    | Einzel NS  | Gundersen GS | Team       | Teamsprint | Mixed-Team |
| --------------- | ---------- | ------------ | ---------- | ---------- | ---------- |
| 2019 Seefeld    | 24.        | 13.          | 07.        | 05.        | —          |
| 2021 Oberstdorf | 15.        | –            | 07.        | –          | —          |
| 2023 Planica    | 28.        | 30.          | 06.        | —          | 04.        |
| 2025 Trondheim  | 18.        | 15.          | 06.        | —          | 08.        |

### Weltcup-Platzierungen
| Saison  | Platz | Punkte |
| ------- | ----- | ------ |
| 2018/19 | 51.   | 034    |
| 2019/20 | 38.   | 037    |
| 2020/21 | 36.   | 041    |
| 2022/23 | 32.   | 105    |
| 2023/24 | 29.   | 280    |

### Grand-Prix-Platzierungen
| Saison | Platz | Punkte |
| ------ | ----- | ------ |
| 2018   | 45.   | 016    |
| 2019   | 32.   | 057    |
| 2023   | 38.   | 034    |
| 2024   | 20.   | 074    |

### Continental-Cup-Platzierungen
| Saison  | Platz | Punkte |
| ------- | ----- | ------ |
| 2016/17 | 65.   | 033    |
| 2018/19 | 20.   | 185    |
| 2021/22 | 13.   | 284    |
| 2022/23 | 27.   | 110    |

### Alpencup-Platzierungen
| Saison  | Platz | Punkte |
| ------- | ----- | ------ |
| 2013/14 | 46.   | 020    |
| 2014/15 | 41.   | 040    |
| 2015/16 | 17.   | 195    |
| 2016/17 | 01.   | 513    |
| 2017/18 | 11.   | 243    |
| 2018/19 | 39.   | 043    |